# Anomala fibula
Anomala fibula är en skalbaggsart som beskrevs av Ohaus 1916. Anomala fibula ingår i släktet Anomala och familjen Rutelidae. Inga underarter finns listade i Catalogue of Life.